# Slowenische Meisterschaften im Skispringen 2010

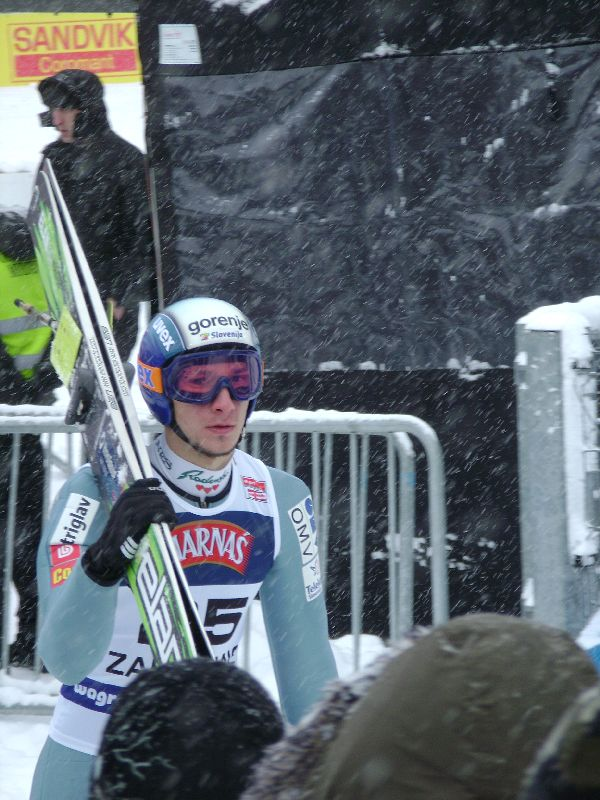
Robert Kranjec – Slowenischer Meister 2010

Die Slowenischen Meisterschaften im Skispringen 2010 fanden am 2. März 2010 in Kranj statt. Die Wettbewerbe wurden auf der Bauhenk (HS109) ausgetragen. Ausrichter war der Verein SK Triglav Kranj.

## Ergebnisse

### Einzel Herren
| Platz | Sportler        | Weite 1 | Weite 2 | Punkte |
| ----- | --------------- | ------- | ------- | ------ |
| 1     | Robert Kranjec  | 108.0   | 111.0   | 267.7  |
| 2     | Jernej Damjan   | 110.0   | 104.0   | 252.7  |
| 3     | Luka Leban      | 108.5   | 100.5   | 243.7  |
| 4     | Primož Pikl     | 105.0   | 103.5   | 243.3  |
| 5     | Matic Kramaršič | 104.5   | 103.0   | 242.0  |
| 6     | Jaka Hvala      | 105.5   | 102.0   | 240.5  |
| 7     | Mitja Mežnar    | 102.5   | 103.5   | 239.9  |
| 8     | Matej Dobovšek  | 102.5   | 103.5   | 238.8  |
| 9     | Rok Zima        | 101.0   | 103.5   | 234.6  |
| 10    | Andraž Pograjc  | 102.5   | 100.0   | 230.5  |

### Team Herren
| Platz | Team                                                                     | Punkte |
| ----- | ------------------------------------------------------------------------ | ------ |
| 1     | SK Triglav 1Matej Dobovšek Rok Urbanc Peter Prevc Robert Kranjec         | 1004.1 |
| 2     | SSK Costella IlirijaRok Mandl Luka Brnot Matic Kramaršič Jernej Damjan   | 971.1  |
| 3     | NSK Trzic-TrifixRok Zima Urban Sušnik Luka Leban Mitja Mežnar            | 964.2  |
| 4     | SSK VelenjeKlemen Omladič Gašper Berlot Marjan Jelenko Robert Hrgota     | 944.6  |
| 5     | SSK Ljubno BTCSašo Tadič Jaka Tesovnik Matevž Slatinšek Primož Pikl      | 942.7  |
| 6     | SK Triglav 2Gašper Vodan Primož Peterka Dejan Judež Jure Bogataj         | 912.4  |
| 7     | SSK AlpinaGašper Martinčič Denis Zupančič Matic Benedik Tomaž Naglič     | 886.9  |
| 8     | SSK Costella Ilirija 2Tim Babnik Rožle Žagar Gašper Bartol Jure Šinkovec | 838.3  |
| 9     | SSK MengešAnže Lanišek Jaka Kosec Uroš Peterka Matjaž Pungertar          | 837.2  |
| 10    | SK Zagorje 1Ernest Prišlič Miran Zupančič Primož Roglič Andraž Pograjc   | 812.4  |